# Gojra
Gojra (Urdu گوجرہ) ist eine Stadt im Distrikt Toba Tek Singh in der Provinz Punjab in Pakistan. Sie befindet sich in der Nähe von Faisalabad.

## Geschichte
Die Stadt Gojra wurde 1896 gegründet, als die Kolonialisierung von Faisalabad begann. Durch einen Kanal des Chanab konnte die Gegend fruchtbar gemacht werden. Die Eisenbahnlinie zwischen Faisalabad und Gojra wurde 1899 verlegt. Die Stadt erhielt 1904 den Status eines benannten Gebietskomitees und wurde 1925 zu einer Gemeinde der B-Klasse ausgebaut. 1906 hatte die Bevölkerung laut The Imperial Gazetteer of India 2589 Einwohner.
Im August 1947 erlangten Indien und Pakistan die Unabhängigkeit. Unruhen und lokale Kämpfe folgten dem raschen Rückzug der Briten, was zu geschätzten einer Million zivilen Todesfällen führte, insbesondere in der westlichen Region von Punjab. Gojra, das sich in der Region der Provinz Punjab befand, die zu Westpakistan wurde, wurde von Hindus und Sikhs bevölkert, die nach Indien auswanderten, während sich muslimische Flüchtlinge aus Indien in der Region niederließen.
Die Stadt war Schauplatz der Gojra-Unruhen von 2009, bei denen eine Reihe von Angriffen gegen Christen zum Tod von acht Menschen führte, darunter vier Frauen und ein Kind.
Internationales Aufsehen erregte auch ein Blasphemie-Prozess gegen ein christliches Paar aus Gojra, das unter dieser Anklage ab 2014 sechs Jahre in Haft saß.

## Bevölkerungsentwicklung
| Zensusjahr | Einwohnerzahl |
| ---------- | ------------- |
| 1972       | 41.975        |
| 1981       | 68.000        |
| 1998       | 117.892       |
| 2017       | 174.860       |

## Wirtschaft
Die umliegende Landschaft, die vom unteren Chenab bewässert wird, produziert Baumwolle, Weizen, Zuckerrohr, Gemüse und Obst. Die Stadt ist ein Industriezentrum mit großen Bahnhöfen, Maschinenfabriken und Manufakturen, in denen Zucker, Mehl und Ölsaaten verarbeitet werden. Gojra ist bekannt für die Erzeugung von landwirtschaftlichen Gütern, insbesondere in der Weizenproduktion, sowie für Zuckerrohr und Baumwolle. Gojra hat eigene Textilfabriken, die in andere Länder importieren und exportieren.

## Galerie

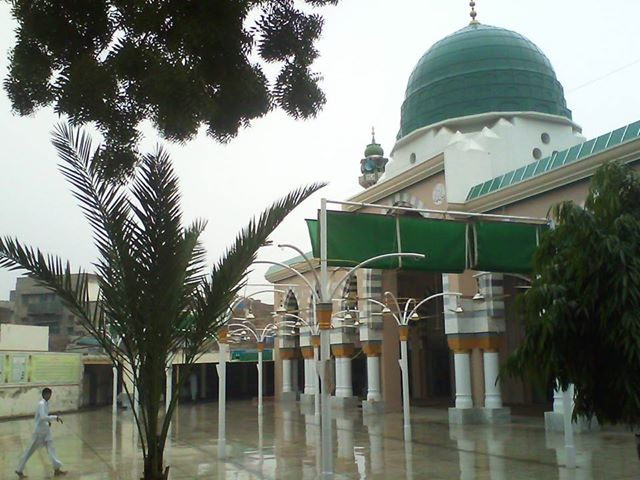
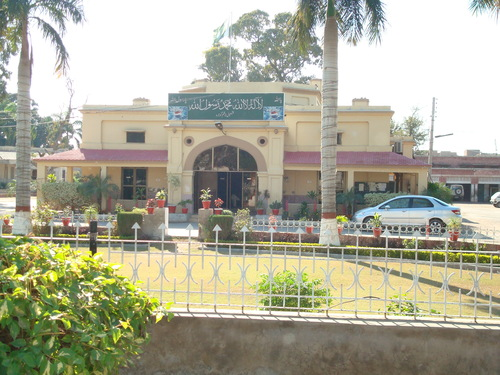

## Persönlichkeiten
- Tahir Zaman (* 1969), Hockeyspieler